# Хай-дайвінг на Чемпіонаті світу з водних видів спорту 2017 — чоловіки
Змагання з хай-дайвінгу серед чоловіків на Чемпіонаті світу з водних видів спорту 2017 відбудуться 28 і 30 липня 2017.

## Результати
Перші два раунди відбулись 28 липня о 14:30. Останні два - 30 липня 12:00.
| Місце | Стрибун                     | Країна          | Раунд 1 | Раунд 2 | Раунд 3 | Раунд 4         | Загалом |
| ----- | --------------------------- | --------------- | ------- | ------- | ------- | --------------- | ------- |
| 1     | Стів Лоб'ю                  | США             | 70.00   | 114.75  | 99.00   | 113.40          | 397.15  |
| 2     | Міхал Навратіл              | Чехія           | 71.40   | 119.85  | 90.00   | 109.65          | 390.90  |
| 3     | Алессандро Де Росе          | Італія          | 68.60   | 101.05  | 97.20   | 112.80          | 379.65  |
| 4     | Енді Джонс                  | США             | 70.00   | 96.60   | 91.80   | 109.65          | 368.05  |
| 5     | Гері Гант                   | Велика Британія | 72.80   | 132.60  | 81.00   | 70.00           | 356.40  |
| 6     | Орландо Дуке                | Колумбія        | 68.60   | 110.40  | 86.40   | 89.70           | 355.10  |
| 7     | Мігель Гарсія               | Колумбія        | 71.40   | 118.80  | 81.00   | 73.60           | 344.80  |
| 8     | Хонатан Паредес             | Мексика         | 72.80   | 102.50  | 81.00   | 86.95           | 343.25  |
| 9     | Блейк Олдрідж               | Велика Британія | 67.20   | 110.40  | 91.80   | 72.85           | 342.25  |
| 10    | Девід Колтурі               | США             | 74.20   | 108.10  | 86.40   | 71.30           | 340.00  |
| 11    | Пригоров Олексій Вікторович | Україна         | 65.80   | 82.80   | 82.80   | 98.90           | 330.30  |
| 12    | Серхіо Гузман               | Мексика         | 67.20   | 92.45   | 81.60   | 87.75           | 329.00  |
| 13    | Микита Федотов              | Росія           | 71.40   | 75.25   | 84.60   | Завершив виступ | 231.25  |
| 14    | Віктор Масловський          | Білорусь        | 71.40   | 77.40   | 81.00   | Завершив виступ | 229.80  |
| 15    | Артем Сільченко             | Росія           | 65.80   | 89.70   | 73.80   | Завершив виступ | 229.30  |
| 16    | Кріс Коланус                | Польща          | 75.60   | 54.05   | 91.80   | Завершив виступ | 221.45  |
| 17    | Ален Коль                   | Люксембург      | 67.20   | 64.50   | 75.60   | Завершив виступ | 207.30  |
| 18    | Тодор Спасов                | Болгарія        | 63.45   | 83.85   | 57.60   | Завершив виступ | 204.90  |
| 19    | Ігор Семашко                | Росія           | 56.70   | 55.65   | 91.80   | Завершив виступ | 204.15  |
| 20    | Муріло Маркес               | Бразилія        | 67.20   | 47.15   | 80.60   | Завершив виступ | 194.95  |
| 21    | Сіріль Умеджкан             | Франція         | 63.00   | 55.35   | 76.50   | Завершив виступ | 194.85  |
| 22    | Овен Веймут                 | Велика Британія | 51.80   | 67.65   | 70.20   | Завершив виступ | 189.65  |